# Ehrharta melicoides
Ehrharta melicoides är en gräsart som beskrevs av Carl Peter Thunberg. Ehrharta melicoides ingår i släktet Ehrharta och familjen gräs. Inga underarter finns listade i Catalogue of Life.